# Hypolimnas salvini
Hypolimnas salvini är en fjärilsart som beskrevs av Kirsch 1885. Hypolimnas salvini ingår i släktet Hypolimnas och familjen praktfjärilar. Inga underarter finns listade i Catalogue of Life.